# Detleff Neumann-Neurode

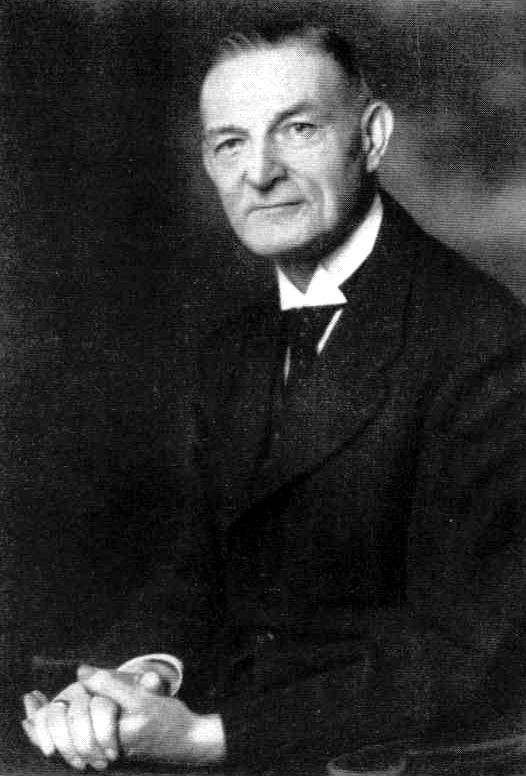
Detleff Neumann-Neurode

Friedrich Wilhelm Detleff Ehrgott Neumann-Neurode (* 12. Juli 1879 auf dem elterlichen Grundbesitz Groß Woitsdorf  im schlesischen Landkreis Groß Wartenberg; † 27. Juni 1945 in Aumühle bei Hamburg) war ein autodidaktischer Physiotherapeut und wendete als erster Heilgymnastik bei Kleinkindern und Säuglingen an.

## Leben
Detleff Neumann-Neurode wurde als Sohn des Rittergutsbesitzers und Landesältesten Karl Neumann-Neurode und dessen Ehefrau Margarethe geb. Lübbert auf dem elterlichen Rittergut zu Groß Woitsdorf geboren. Er trat ins Militär ein und stieg zum Rang eines Leutnants im Grenadier-Regiment „König Friedrich Wilhelm II.“ (1. Schlesisches) Nr. 10 auf. Am 30. September 1902 heiratete er in Schweidnitz die gebürtige Kreuzburgerin Margarete Frieda Henriette Rampoldt, Tochter des Königlichen Landgerichtspräsidenten Julius Rampoldt und dessen Ehefrau Helene geb. Nölldechen. Sein älterer Bruder war der spätere Generalleutnant der Wehrmacht Karl-Ulrich Neumann-Neurode (1876–1958).
Während eines Kommandos an der Militär-Turnanstalt in Berlin beobachtete Detleff Neumann-Neurode an sich und seinen Schülern eine außerordentlich günstige Veränderung des Körpers durch regelmäßige Leibesübungen. Diese Erfahrung ließ ihn darauf schließen, dass eine aktive Bewegungsbehandlung im frühen Kindesalter, zur Zeit des stärksten Wachstums, imstande sein müsste, Fehlentwicklungen zu beeinflussen. 1921 wurde Neumann-Neurode als Major d. R. aus dem Heeresdienst entlassen und widmete sich nun ganz dem Kampf gegen das Wuchskrüppeltum.

### Entwicklung der Methode
An der Berliner Orthopädischen Universitätsklinik lernte Neumann-Neurode die damalige Behandlung von Rückgratsverkrümmungen kennen, bei denen seinerzeit nur passive Maßnahmen angewandt wurden. Damit ging wertvolle Zeit verloren, in der sich gerade beim Säugling noch eine beginnende Skoliose oder ein rachitischer Sitzbuckel in wenigen Monaten durch aktive Behandlung der Muskulatur beseitigen ließ.
Neumann-Neurode nahm autodidaktisch anatomische und physiologische Studien auf und turnte mit seinen eigenen Kindern. Sein erstes Buch Kindersport kam 1909 heraus, die zweite Auflage im Jahre 1911 erschien mit einem Vorwort von Otto Heubner, Direktor der Königlichen Universitäts-Kinderklinik, und von Rudolf Klapp, Professor der Chirurgie an der Universität Berlin.
In Zusammenarbeit mit interessierten Ärzten, Chirurgen und Orthopäden wurde erkannt, dass die Säuglingsgymnastik ein wirksames Mittel war, die normale Entwicklung zu unterstützen. Auf Wunsch von August Bier, dem ersten Leiter der Hochschule für Leibesübungen in Berlin, wurde nun diese Methode in der Reichsanstalt zur Bekämpfung der Säuglingssterblichkeit unter Leopold Langstein geprüft und eingeführt. 1922 eröffnete Neumann-Neurode die Anstalt für Körperübungen im frühesten Kindesalter und begann seine Methode zu lehren.
Im Kaiserin-Auguste-Viktoria-Haus der Charité, dem Rachitikerheim der Stadt Berlin, wurde nun mit Säuglingen und Kleinkindern nach der Methode Neumann-Neurode gearbeitet.
1938 lernte Neumann-Neurode den Direktor der Leipziger Orthopädischen Universitätsklinik und leitenden Arzt des Krüppelheimes „Humanitas“, Franz Schede kennen, der eine Neumann-Neurode-Station einrichtete, auf der vorwiegend Frühskoliosen und rachitische Fehlentwicklungen mit großem Erfolg behandelt und normalisiert wurden.
Wie sich aus der allgemeinen internen Medizin allmählich die Kinderheilkunde als Sonderfach entwickelt hat, so hat auch das Sonderfach der Säuglings- und Kleinkindgymnastik die Anerkennung in der allgemeinen Krankengymnastik gewonnen. Nach Abschluss der zweijährigen Grundausbildung an den staatlich anerkannten Krankengymnastikschulen wurde eine zusätzliche halbjährige Sonderausbildung in der Säuglings- und Kleinkindgymnastik nach der Methode von Neumann-Neurode verlangt.
Carl Mau, Direktor der Orthopädischen Universitätsklinik in Hamburg-Eppendorf, bemerkte, dass die Orthopädie den Begriff der Säuglings- und Kleinkindgymnastik mit dem Namen Neumann-Neurode möglichst verbreiten und als vorbeugende Maßnahme in der Präventivmedizin einführen sollte.
Diese Erwägungen waren maßgebend für die staatliche Anerkennung der Neumann-Neurode-Schule in Berlin im Jahre 1926. Zu dieser Zeit brachte Neumann-Neurode Bücher heraus, die hauptsächlich aus illustrierten Anleitungen der Übungen bestanden. Auch drehte die Filmgesellschaft UFA einen Film, in dem die drei Enkelinnen von Neumann-Neurode im frühesten Alter eine Rolle spielten. Die Tochter Ruth Neumann-Neurode (1903–1973) hatte im Jahre 1935 jeden Freitag eine Radiosendung im Deutschlandsender Berlin Spielturnen im Kindergarten und arbeitete mit ihrem Vater zusammen.  Ruth behandelte in München um 1938 auch den Sohn von Rudolf Heß.
Durch Ausbombung im Weltkrieg wurde die Schule mehrere Male gezwungen, den Ort zu wechseln, von Berlin nach Leipzig und 1945 nach Aumühle bei Hamburg.

### Fortführung durch Ruth Neumann-Neurode und Margrit von Kleist
Nach dem Tode von Detleff Neumann-Neurode verlegte Ruth B. Neumann-Neurode die Schule nach Pähl bei Weilheim, wo ihre Tochter Margrit von Kleist, geb. Burckhardt (* 1924), als Lehrkraft angestellt war und später in einem Kinderkrankenhaus der IRO (International Refugee Organisation) in Dorfen für jüdische Displaced Persons bis zur Schließung 1950 arbeitete. Margrit wanderte 1951 nach Chile aus, wo sie die Methode erstmals bekannt machte, 1959 nach Kanada. Noch einmal wechselte Ruth 1959 nach Hessisch Lichtenau und führte die Schule in der Orthopädieklinik weiter.
Im kanadischen Ontario hat Margrit von Kleist erfolgreich das Programm All Children's Progressive Gym nach der Methode Neumann-Neurode entwickelt. Sie nahm körperlich und leicht geistig behinderte Kinder in ihre regulären Klassen auf, was zu der Zeit noch unbekannt war. Anfangs hatte sie Schwierigkeiten, die Menschen von den Vorteilen dieses neuen Ansatzes zu überzeugen. 1986 übernahm ihre Tochter Christiane von Kleist die Schule. Aus Altersgründen und wegen Mangel an Interessenten, das Programm in demselben Sinne fortzuführen, wurde die Schule im Jahre 2008 geschlossen.
Heutzutage ist die Arbeit von Detleff Neumann-Neurode weltweit bekannt. Es existieren Sportprogramme vom jüngsten Kindesalter an und behinderte Kinder werden jetzt auch größtenteils integriert. Die allgemeine Krankengymnastik benutzt die Säuglings- und Kindergymnastik seit Jahrzehnten als Behandlungstherapie.

## Werke
- Detleff Neumann-Neurode: Säuglingsgymnastik. Reher, Berlin 1923.
- Detleff Neumann-Neurode: Die Schwachfußleiter. Quelle & Meyer, Leipzig, 1926.
- Detleff Neumann-Neurode: Baby Gymnastics. Revised by Wendula Kaiser. Pergamon Press, Oxford 1967.
- Ruth Neumann-Neurode: Fröhliches Kinderturnen. Otto Beyer, Leipzig 1934.